# DIIS
DIIS (英: direct inversion in the iterative subspace または direct inversion of the iterative subspace) は Pulay 混合 としても知られる外挿技術である。計算量子化学の分野において、ハートリー・フォック自己無撞着場法の収束を加速および安定化するためにピーター・ピューレイにより開発された。
この手法では、イテレーションごとに、前回のイテレーションで得られた推定誤差ベクトルの線形結合が計算される。線形結合の係数は、最小二乗の意味において零ベクトルに最も近付くように決定される。新しく決定された係数を用いて、次のイテレーションで用いる変分関数を外挿する。

## 詳細
各イテレーションにおいて、推定誤差ベクトル ei を決定する。このベクトルは変分値 pi に対応するものとする。十分な回数イテレーションを行なった後、以前の m 回分のイテレーションの誤差ベクトルの線形結合を次のようにとる。
{\displaystyle {\boldsymbol {e}}_{m+1}=\sum _{i=1}^{m}\ c_{i}{\boldsymbol {e}}_{i}.}
DIIS法では、 em+1 のノルムを、係数の総和が1という拘束条件のもとで最小化する。係数の総和を1とする理由は、試行ベクトルを厳密解 (pf) と誤差ベクトルの和として書けば理解できるであろう。DIISの近似の元では、次のように書ける。
{\displaystyle {\boldsymbol {p}}=\sum _{i}c_{i}\left({\boldsymbol {p}}^{\text{f}}+{\boldsymbol {e}}_{i}\right)={\boldsymbol {p}}^{\text{f}}\sum _{i}c_{i}+\sum _{i}c_{i}{\boldsymbol {e}}_{i}}
したがって、厳密解を求めるためには係数の総和が1でなくてはならず、その上で第二項を最小化しなければならない。最小化はラグランジュの未定乗数法により行うことができる。未定乗数 λ を導入し、ラグランジアンを次のように構成する。
{\displaystyle {\begin{aligned}L&=\left\|{\boldsymbol {e}}_{m+1}\right\|^{2}-\lambda \left(\sum _{i}\ c_{i}-1\right)\\&=\sum _{ij}c_{i}B_{ij}c_{j}-\lambda \left(\sum _{i}\ c_{i}-1\right),{\text{ where }}B_{ij}=\langle {\boldsymbol {e}}_{j},{\boldsymbol {e}}_{i}\rangle .\end{aligned}}}
全ての係数および未定乗数についての L の偏微分係数をゼロとすることにより (m + 1) 本の線形方程式系が得られ、m 個の係数（と未定乗数）について解かれる。こうして得られた係数を用いて、変分関数を次のように更新する。
{\displaystyle {\boldsymbol {p}}_{m+1}=\sum _{i=1}^{m}c_{i}{\boldsymbol {p}}_{i}.}